# 프린세스 메이커: 꿈꾸는 요정
《프린세스 메이커: 꿈꾸는 요정》(プリンセスメーカー ゆめみる妖精)은 1997년 1월 24일 소니 컴퓨터 엔터테인먼트에서 플레이스테이션용으로 맨 처음 발매되었다. 요정의 여왕으로부터 맡겨진 요정의 여자아이를 딸로서 키워가는 내용이다. 일본에서 판매될 당시에는 타이틀에 번호가 붙어있지 않았으나, 프린세스 메이커의 세 번째 시리즈인 《프린세스 메이커 3》로 인식되고 있다. 자문 역할로는 요정 우즈가 등장하며, 아버지의 직업을 선택할 수 있게 되었다. 15일 간격의 스케줄을 짜는 시스템이며, 각 수업마다 라이벌이 존재한다. 인터페이스가 간편해졌으며, 바캉스나 엔딩 장면을 모을 수 있는 앨범 모드도 추가되었다. 처음으로 주요 캐릭터들의 음성이 지원되기 시작했으며, 딸의 성우는 노가미 유카나(野上ゆかな)다. 윈도, 세가 새턴, 드림캐스트용으로도 발매되었다.
기존의 프린세스 메이커와는 달리, 아버지의 직업에 따라 딸이 성장하는 것이 천지차이가 되었다. 프린세스 메이커 3에서 아버지의 직업과 이에 따르는 게임의 조건은 다음과 같다.
여성 유저들을 의식해서인지 프린세스 메이커의 모든 시리즈 중에서 유일하게 무사수행이 없다.
국내에는 1998년 만트라가 윈도우 95판으로 독자 이식하여 발매되었으며, 한글 음성을 지원한다. 딸의 성우는 이지영, 우즈의 성우는 양정화가 맡았다. SoundTeMP가 어레인지한 배경음악이 CD-DA 형식으로 동봉되어 나왔다. 이후에는 한국후지쯔가 윈도우 XP와 호환되도록 설정된 일본 음성 지원의 주얼판을 발매했다.
| 부친직업      | 은퇴한 기사 | 몰락한 귀족 | 상인             | 떠돌이           | 여행승려      | 방랑예술가    |
| ------------- | ----------- | ----------- | ---------------- | ---------------- | ------------- | ------------- |
| 체력          | 70          | 70          | 70               | 150              | 70            | 180           |
| 지력          | 70          | 50          | 120              | 50               | 145           | 35            |
| 기력          | 130         | 50          | 50               | 50               | 140           | 50            |
| 프라이드      | 80          | 175         | 120              | 120              | 50            | 30            |
| 도덕성        | 160         | 60          | 50               | 50               | 185           | 25            |
| 기품          | 140         | 150         | 50               | 30               | 75            | 45            |
| 성품          | 30          | 30          | 25               | 30               | 140           | 50            |
| 센스          | 35          | 120         | 50               | 50               | 30            | 190           |
| 매력          | 50          | 150         | 50               | 80               | 35            | 195           |
| 무술          | 150         | 30          | 20               | 95               | 25            | 50            |
| 신뢰도        | 40          | 35          | 25               | 30               | 35            | 30            |
| 소지금        | 1,500G      | 500G        | 3,000G           | 5,000G           | 800G          | 500G          |
| 양육비        | 700G 고정   | 500G 고정   | 100G ~ 1,500G    | 1,000G ~ 5,000G  | 10G ~ 800G    | 10G ~ 800G    |
| 순수자산      | 7,100G 고정 | 4,500G 고정 | 3,800G ~ 15,000G | 6,000G ~ 10,000G | 880G ~ 7,200G | 580G ~ 6,900G |
| 부채한도      | -500G       | -1,500G     | -200G            | -50G             | -200G         | -50G          |
| 딸의 초기상태 | 평범함      | 거만함      | 거만함           | 비행상태         | 평범함        | 비행상태      |

참고로 붉은 글씨로 표시된 떠돌이의 양육비는 다른 직업처럼 매년 지급되는 것이 아니라 딸이 13살 되던 해 봄 바캉스를 다녀온 직후 중국 상인으로부터 받는 돈이며 떠돌이는 이때 단 한 번만 딸의 양육비가 지급되기 때문에 이 액수는 결코 큰 돈이 아니다. 순수자산은 딸이 아르바이트를 해서 버는 돈과 부채를 제외한 아버지의 순수재력을 의미한다.
결과물상으로 미뤄본다면 은퇴한 기사의 딸은 안정형, 몰락한 귀족의 딸은 궁중 특화형이며 상인과 떠돌이의 딸은 금전특화형, 여행승려의 딸은 성직특화형이지만 방랑예술가의 딸은 무능형이다. 또한 인격이 비행상태인 떠돌이의 딸과 방랑예술가의 딸은 초반에 아르바이트가 불가능하다는 단점을 지니고 있는데 떠돌이의 딸은 그나마 소지금이 많아서 어느 정도 버틸 수 있으나 방랑예술가의 딸은 소지금이 전혀 없어 최악의 난이도를 자랑한다. 상인의 경우, 불러오기 신공을 이용하면 매해 1500G의 수입을 올려 딸이 아르바이트에 얽매이지 않는 여건을 조성할 수 있다. 특히 양육비의 경우, 은퇴한 기사와 몰락한 귀족에게만 고정적으로 지급되기 때문에 나머지 직업은 순전히 운에 맡겨야 하며 특히 여행승려와 방랑예술가는 아예 없는 것에 가까운 10G가 나올 수도 있기 때문에 굉장히 난이도가 높다. 여기서 몰락귀족의 경우 부채를 견딜 수 있는 한도가 크기 때문에 실제 양육비는 수입이나 소지금에 비해 크다고 볼 수 있다. 반면 떠돌이와 방랑예술가는 부채를 거의 못견딘다. 하지만 부채한도에 거의 가까운 수준의 부채를 가질 경우 딸이 가난 상태가 되어 돈을 밝히는 성격이 되고 만다. 특히 몰락귀족의 딸의 경우 부채가 1000G를 넘길 경우 딸은 가난 상태가 된다.
딸의 능력으로 보면 혈액형이 B형의 퇴직기사의 딸은 여름만 되면 성품이 1씩 자동감소된다. 반면 몰락귀족의 딸의 경우 13세 이후 기품 스텟이 500을 넘길 경우 계절이 지날 때마다 기품이 자동으로 5씩 증가한다.
추가로 아버지의 직업이 엔딩에 영향을 미치기도 하는데 아버지의 직업을 몰락귀족이나 퇴직기사로 설정하면 딸이 임프가 되는 임프 엔딩이 나오지 않는다.
그리고 바캉스는 계절에 따라 상승하는 능력치가 다른데, 봄 바캉스는 스테미너와 센스, 여름은 매력, 가을은 센스, 겨울은 기력을 상승시킨다.
또한 딸의 능력치나 상태 등에 따라 생길 수 있는 교육이나 아르바이트가 있다. 그리고 기품이 높을 경우 광산에서 쫓겨나며 비행상태일 경우 성실함을 요구하는 농장, 도덕심과 센스를 요구하는 시장, 도덕심과 성품을 요구하는 보모는 쫓겨나게 된다. 아르바이트에서 쫓겨나게 되면 자유행동으로 강제전환되며 이 때는 일반적인 자유행동과는 달리 비용이 1G도 소모되지 않으며 딸의 능력에 영향을 끼치지 않는다.
| 아르바이트 | 1일당 수입 | 상승하는 능력치              | 하락하는 능력치        | 고용주                           | 쫓겨나는 조건 | 비고 |
| ---------- | ---------- | ---------------------------- | ---------------------- | -------------------------------- | ------------- | --- |
| 농장       | 14G        | 스테미너, 도덕심             | 프라이드, 기품, 센스   | 마가레타                         | 비행상태      | 가을 때 풍년 혹은 흉년때 금액을 받거나 잃는다. 폭염때 스테미너가 하락한다. |
| 시장       | 12G        | 지력, 기력                   | 프라이드, 도덕심, 기품 | 머라이어                         | 비행상태      | 좀도둑을 잡으면 보상을 받는다. 폭염때 스테미너가 하락한다. |
| 목공       | 18G        | 기력, 센스, 무술             | 기품, 성품             | 오그리비                         | 없음          | 기력 150 이상 생성 집이 완성되면 보너스로 100G를 받는다. 폭염때 스테미너가 하락한다. |
| 가정교사   | 16G        | 지력, 성품                   | 기력                   | 로즈                             | 비행상태      | 지력 300 이상 생성 도덕심이 높으면 아이와 상담 기품 400이상일 경우 로즈로부터 왕궁시녀를 소개받는다. |
| 집안청소   | 1G         | 스테미너, 도덕심, 기력, 성품 | 프라이드, 센스         | 우즈                             | 없음          | 도난을 막으면 일정량의 금이 생긴다. |
| 술집       | 15G        | 성품, 매력                   | 도덕심, 기품           | 아렌                             | 없음          | 체력 100 이상 생성 술집 아르바이트를 30페이즈 이상 한 상태에서 무술이 300 이상이라면, 술집 아르바이트 고용주에게서 경비 아르바이트 제의를 받을 수 있다. 술집 아르바이트를 30페이즈 이상 했을 때 15살 이상, 그리고 매력이 300 이상이라면 술집 아르바이트 고용주에게서 호스티스 아르바이트를 제의받을 수 있다. 이때 프라이드와 도덕성이 낮아야 (둘다 300미만)호스티스 아르바이트를 할 수 있다. 왕궁계열 엔딩에서 멀어진다. 폭염때 수입이 2배로 늘어난다. ‘매력’상태일 경우, 하루 시급이 15G→20G로 변경. |
| 하녀       | 12G        | 기품, 매력                   | 프라이드, 성품         | 로즈(가정교사 고용주와 동일인물) |               | 기품 80 이상 생성 불량 상태가 아닌 동시에 기품이 400 체력이 200 이상이라면 로즈 부인에게서 왕궁 시녀 아르바이트를 추천받는다 기품과 매력이 300, 체력이 200 이상이라면 자유행동 때 불량배들과 어울리지 않을 경우, 변장한 왕자에 의해 길거리에서 왕궁 시녀 아르바이트를 제의받는다. ‘매력’상태일 경우, 하루 시급이 12G→20G로 변경. |
| 광산       | 20G        | 성품, 무술                   | 도덕심, 기품           | 그라뎅                           | 매력상태      | 체력 200 이상 생성 광산에 매몰된다. 새 광맥 발경할 경우 추가로 50G를 받는다. 매력 700 이상일 경우 두더쥐 왕자가 찾아온다. |
| 보모       | 12G        | 도덕심, 성품                 | 프라이드, 센스         | 유리                             | 비행상태      | 아기에게 용돈을 받는다 (그러나 액수가 1 ~ 3G라 별 효용은 없다.) |
| 왕궁시녀   | 4G         | 기품, 매력, 프라이드         | 성품                   | 집정관                           |               | 가정교사 또는 하녀 알바 도중 기품 400 이상이면 로즈 부인에게 추천받음 5페이즈 당 1번씩 왕자를 만날 수 있다. 프린세스 B 조건(왕자를 3번이상 만나야 함) |
| 경비원     | 23G        | 무술                         | 성품, 도덕심           | 아렌(술집 고용주와 동일인물)     |               | 왕궁계열 엔딩은 사실상 포기. 술집 알바 도중 무술 300 이상이면 생성. 술꾼이 시비걸때 이기면 포상받음. |
| 웨이트리스 | 25G        | 프라이드, 매력               | 도덕심                 | 아렌(술집 고용주와 동일인물)     |               | 왕궁계열 엔딩은 사실상 포기. 술집 알바 도중 매력 300 이상이면 생성. |

또한 딸이 받을 수 있는 교육은 다음과 같다.
| 교육과목 | 1일당 수업료 | 상승하는 능력치                  | 하락하는 능력치 | 라이벌 | 평가방법                                   | 사범     | 비고 |
| -------- | ------------ | -------------------------------- | --------------- | ------ | ------------------------------------------ | -------- | --- |
| 학교     | 10G          | 지력, 프라이드, 도덕심, 매력     |                 | 치아   | 4개 과목 각 25점                           | 쿨보우   | 100점 만점일 경우 장학금 500G 또는 수업료가 절반으로 하락 일정 확률로 프로포즈를 받는다.                            |
| 무술도장 | 13G          | 스테미너, 프라이드, 무술         |                 | 아리엘 | 대련 (5판 3선승제, 이기면 100점, 지면 0점) | 카크랜드 | 폭염때 스테미너가 3배 상승한다.                                                                                     |
| 음악교실 | 15G          | 프라이드, 기품, 센스             |                 | 하밍   | 2개 과목 각 50점                           | 미첼     | |
| 그림교실 | 15G          | 지력, 센스                       |                 | 아크론 |                                            | 모카     | |
| 예절교실 | 15G          | 도덕심, 기품, 매력               |                 | 나테라 | 2개 과목 각 50점                           | 보트라   | 최다교육이 예절교실일 경우 프린세스 대신 왕비가 된다. 100점 만점일 경우 장학금 1000G                                |
| 무용교실 | 13G          | 스테미너, 도덕심, 기품, 프라이드 | 성품            | 챠미   | 2개 과목 각50점                            | 말카노   | 100점 만점일 경우 장학금 1000G 폭염때 스테미너가 반정도 상승 한다.                                                  |
| 요리교실 | 10G          | 기력, 성품, 센스                 |                 | 하이타 | 모양 50점, 맛 50점                         | 페피튼   | |
| 단식도장 | 5G           | 매력                             | 체중, 스테미너  | 없음   | 없음                                       | 보트라   | 남용하게 될 경우 딸의 키가 자라지 않음. (35턴 이상이라면 딸의 키 170cm이상 포기.) 너무 마르면 몸무게가 원상복구 됨. |
| 교회     | 3G           | 지력, 도덕심, 기품               | 매력            | 없음   | 없음                                       | 메디나   | 일정 확률로 프로포즈를 받는다.                                                                                      |